# Viegasia radiata
Viegasia radiata är en svampart som först beskrevs av Doidge, och fick sitt nu gällande namn av Bat. & A.F. Vital 1960. Viegasia radiata ingår i släktet Viegasia och familjen Asterinaceae.   Inga underarter finns listade i Catalogue of Life.